# Ivanovo (Ivanovói terület)
Ivanovo (oroszul: Иваново) város Oroszországban, az orosz textilipar központja. A hasonló nevű Ivanovói terület központja. Mivel a textiliparban hagyományosan nők dolgoznak, gyakran hívták a menyasszonyok városának is.

## Fekvése
Moszkvától 319 km-re északra, Vlagyimir és Kosztroma között félúton az Uvod folyó partján terül el. A Volgától mindössze 65 km-re.
Földrajzi koordinátái: é. sz. 57° 01′, k. h. 40° 59′57.016667°N 40.983333°E.

## Lakossága
Lakosainak száma: 453 800 fő (2002). 408 330 fő (a 2010. évi népszámláláskor).

## Története
Az orosz történeti feljegyzések először 1561-ben említik a települést. A lakosság elsődlegesen halászattal és vadászattal foglalkozott. Az első textil manufaktúrát 1741-ben alapította egy helybéli muzsik, aki házilag készített textíliáinak árusításából némi vagyonra tett szert. Ezzel a manufaktúrával kezdődött Ivanovónak mint az orosz textilipari központnak híressé válása.  Az ivanovói kelmék egészen Angliáig eljutottak. A település 1871-ben hivatalosan városi rangot kapott.

## Oktatás
A városban sok felsőfokú oktatási intézmény található. Ezek között legismertebb az Ivanovói Állami Egyetem. Az egyetemet 1918-ban mint pedagógia főiskolát alapították. Ennek az egyetemen az 1960-as évektől kezdődően sok külföldi vendéghallgatója volt, köztük sok magyar orosztanár is itt kapott orosz nyelvi részképzést.
Az Ivanovói Állami Egyetemnek jelenleg 9 kara van:
- Fizikai kar
- Jogi kar
- Kémia és biológia kar
- Közgazdasági kar
- Matematikai és informatikai kar
- Nyelv és irodalom kar
- Román és német filológia kar
- Szociológiai és pszichológiai kar
- Történelmi kar

## Gazdasági élet, közlekedés
Ivanovo és Moszkva között közvetlen vasúti összeköttetés van.
Kosztromával és Vlagyimirral naponta több autóbusz járat biztosítja a kapcsolatot.

## Látnivalók
Ivanovo bár építészetileg nagyon változatos, a város elhanyagoltsága miatt nem igazán látványos. A városban több mint 400 műemléki védettséget élvező épület található.

### Paleh
A környék legfontosabb látványossága az Ivanovótól 60 km-re található Paleh falu a világon egyedülálló Paleh lakkfestészet központja. Paleh környékén a 8. században még finn-ugor törzsek éltek. A falu a 18. században vált világhírűvé a speciális fából készített lakkozott ikonjaival, díszdobozaival. A jellegzetes fekete alaptónusú lakkozott ikonok, dobozok és egyéb alkotások készítésének fortélyai évszázadok óta apáról fiúra szállnak a faluban.

## Ivanovo testvérvárosai
- Hannover – Németország
- Staffordshire – Anglia
- Łódź – Lengyelország
- Plano – Texas, Egyesült Államok
- Hmelnickij – Ukrajna

## Ivanovo neves szülöttei
- Nathalie Sarraute (eredeti nevén Natasa Csernyák) (1900. július 18. – Párizs, 1999. október 19.) orosz származású francia írónő.

## Külső hivatkozások
1. ↑  https://rosstat.gov.ru/storage/mediabank/tab-5_VPN-2020.xlsx (orosz nyelven)
2. ↑  A 2010. évi népszámlálás adatai (pdf). Oroszország statisztikai hivatala. [2013. május 23-i dátummal az eredetiből archiválva].

- Ivanovói terület hivatalos weblapja
- Ivanovo város hivatalos weblapja Archiválva 2006. október 4-i dátummal a Wayback Machine-ben